# Ткаченко, Иван Валерьевич
Иван Валерьевич Ткаченко (род. 24 декабря 1964, с. Десантное, Килийский район, Одесская область, Украинская ССР, СССР) — врач-кардиолог, государственный деятель Приднестровской Молдавской Республики. Министр здравоохранения и социальной защиты Приднестровской Молдавской Республики с 7 февраля 2000 по 30 декабря 2011.

## Биография
Родился 24 декабря 1964 в селе Десантное Килийского района Одесской области Украинской ССР. По национальности — украинец.
- С 1972 по 1980 учился в средней школе № 40 Кишинёва.
- С 1984 по 1986 проходил срочную службу в рядах Советской армии.

### Образование
- С 1980 по 1984 учился в Кишинёвском базовом медицинском училище, окончил с отличием. После окончания медицинского училища, до службы в армии, работал фельдшером на скорой помощи.
- С 1986 по 1992 учился в Кишинёвском государственном медицинском университете имени Н. Тестимицану, окончил с отличием по специальности «Лечебное дело», квалификация «Врач».
- С 2003 по 2009 учился в Тираспольском филиале Одесской национальной юридической академии, окончил с отличием и получил степень магистра, по специальности «Правоведение».
- С 2004 по 2009 учился в Тираспольском филиале Московского института предпринимательства и права, окончил с отличием и получил степень бакалавра по специальности «Менеджмент».
- Имеет высшую квалификационную категорию по специальности «Организация здравоохранения и социальная гигиена» и по специальности «Кардиология».

### Карьера
- С августа 1992 по июль 1993 — врач-интерн в Республиканской клинической больнице (РКБ) Тирасполя.
- С августа по октябрь 1993 — врач-кардиолог кардиологического отделения РКБ Тирасполя.
- С октября 1993 по февраль 2000 — заведующий I кардиологического отделения РКБ.
- С 7 февраля по 25 июля 2000 — на должности министра здравоохранения Приднестровской Молдавской Республики. В конце июля Министерство здравоохранения было преобразовано в Министерство здравоохранения и социальной защиты.
- С 25 июля 2000 по 30 декабря 2011 — министр здравоохранения и социальной защиты Приднестровской Молдавской Республики.
- 30 декабря 2011 подал в отставку в связи с избранием Президентом ПМР Евгения Шевчука.

## Награды и звания
- Орден «Трудовая слава»
- Медаль «За трудовую доблесть»
- звание «Отличник здравоохранения ПМР»
- звание «Заслуженный работник здравоохранения ПМР»

## Семья
Женат. Воспитывает дочь.